# رینگگولد (مریلند)
رینگگولد (به انگلیسی: Ringgold) شهری در ایالت مریلند کشور ایالات متحده آمریکا است که جمعیت آن در سرشماری سال ۲۰۱۰ میلادی، ۱۶۶ نفر بوده‌است.